# Marian Petrow
Marian Petrow (bulgarisch Мариан Петров; * 14. September 1975 in Weliko Tarnowo) ist ein bulgarischer Schach-Großmeister, Trainer, Theoretiker und Autor.

## Leben
1992 in Mangalia und 1994 in Warna nahm er an den Juniorenwettkämpfen bei den Balkaniaden teil und gewann dabei fünf Punkte aus acht Partien (+5 =0 −3). Mit dem bulgarischen Team sicherte er sich bei der Austragung von 1992 die Goldmedaille. Petrow absolvierte Lehrgänge an der Nationalen Sportakademie Sofia und schloss mit einem Bachelor in Schachpädagogik ab.
Im Herbst 2002 vertrat er sein Land bei der Schacholympiade im slowenischen Bled. Als zweiter Reservespieler spielte er zehn Partien (+3 =3 −4). Im gleichen Jahr wurde er auch bulgarischer Meister. An der Mannschaftseuropameisterschaft nahm er 2001 und 2003 (in der zweiten Mannschaft) teil. 2007 erreichte er den vierten Platz bei den San Sebastian Open und 2009 wurde er Dritter bei der in Tromsø ausgetragenen Arctic Chess Challenge.
Petrow spielte in Bulgarien für die Mannschaft von Naiden Woinow, mit der er zweimal am European Club Cup teilnahm, in Deutschland für den SV 03/25 Koblenz. In Belgien hat er für L’Echiquier Amaytois und den KSK 47 Eynatten gespielt, in Großbritannien für Wood Green Hilsmark Kingfisher und in Schweden für Schack 08 und den SK Rockaden Umeå. Er hat ein Buch über die moderne Benoni-Verteidigung veröffentlicht. Seine bislang höchste Elo-Zahl von 2549 datiert aus dem September 2010.
Petrow ist seit 2010 Großmeister, die erforderlichen Normen erfüllte er im April 2007 beim XXX Open Int Ciudad de San Sebastian in Donostia-San Sebastián sowie im Februar und März 2010 bei zwei Turnieren in Charkiw.

## Turniersiege (Auswahl)
- 1998: Umeå
- 2001: Plowdiw
- 2001: Tarnów
- 2001: Gausdal
- 2001: Panormos
- 2001: Kavala
- 2002: Nikea
- 2002: Bulgarischer Meister
- 2003: Rochefort
- 2004: Brumath
- 2005: Créon
- 2006: Le Touquet Open (6½ / 9)
- 2010: Thessaloniki Open (7 / 9)
- 2011: Vienna Chess Open (7½ / 9)
- 2014: South Wales International Open (7 / 9)

## Publikationen
- M. Petrow: The Modern Benoni. (= Grandmaster Repertoire. 12). Quality Chess, Glasgow 2013, ISBN 978-1-907982-59-0